# Белагаш (Баянаульський район)
Белага́ш (каз. Белағаш) — село у складі Баянаульського району Павлодарської області Казахстану. Входить до складу Каратомарського сільського округу.
Населення — 59 осіб (2021; 91 у 2009, 273 у 1999, 286 у 1989).
Національний склад станом на 1989 рік:
- казахи — 100 %